# Svendborg Kommune
Svendborg Kommune ist eine dänische Kommune im Südosten der Insel Fünen. Sie entstand am 1. Januar 2007 im Zuge der Kommunalreform durch Vereinigung der „alten“ Svendborg Kommune mit den bisherigen Kommunen Egebjerg und Gudme im Fyns Amt.
Svendborg Kommune besitzt eine Gesamtbevölkerung von 59.735 Einwohnern (1. Januar 2023) und eine Fläche von 415,40 km². Sie ist Teil der Region Syddanmark.

## Bevölkerungsentwicklung
Entwicklung der Einwohnerzahl (1. Januar)
| Jahr      | 2007   | 2008   | 2009   | 2010   | 2023   |
| --------- | ------ | ------ | ------ | ------ | ------ |
| Einwohner | 58.714 | 59.040 | 59.185 | 58.998 | 59.735 |

## Kirchspielsgemeinden und Ortschaften der Gemeinde
Auf dem Gemeindegebiet liegen die folgenden Kirchspiele (dän.: Sogn) und Ortschaften mit über 200 Einwohnern (byer nach Definition der dänischen Statistikbehörde), bei einer eingetragenen Einwohnerzahl von Null hatte der Ort in der Vergangenheit mehr als 200 Einwohner.
| Nr. | Kirchspiel            | Einwohner | Ortschaft                     | Einwohner         |
| --- | --------------------- | --------- | ----------------------------- | ----------------- |
| 27  | Bjerreby Sogn         | 1.094     | Bjerreby                      | 344               |
| 23  | Bregninge Sogn        | 4.273     | Bregninge (a) Troense Vindeby | < 200 1.356 2.345 |
| 08  | Brudager Sogn         | 345       |                               |                   |
| 25  | Drejø Sogn            | 98        |                               |                   |
| 14  | Egense Sogn           | 2.821     | Rantzausminde                 | 2.170             |
| 22  | Fredens Sogn          | 5.186     |                               |                   |
| 04  | Gudbjerg Sogn         | 1.266     | Gudbjerg                      | 476               |
| 05  | Gudme Sogn            | 1.249     | Gudme                         | 902               |
| 06  | Hesselager Sogn       | 1.388     | Hesselager                    | 832               |
| 01  | Hundstrup Sogn        | 574       | Hundstrup                     | 267               |
| 07  | Kirkeby Sogn          | 1.379     | Kirkeby                       | 576               |
| 26  | Landet Sogn           | 1.067     | Landet Lundby Strammelse (b)  | 283 272 < 200     |
| 03  | Lunde Sogn            | 491       |                               |                   |
| 28  | Lundeborg Sogn (c)    | 546       | Lundeborg                     | 424               |
| 12  | Ollerup Sogn          | 1.377     | Ollerup                       | 1.547             |
| 09  | Oure Sogn (c)         | 720       | Oure                          | 496               |
| 19  | Sankt Jørgens Sogn    | 5.417     |                               |                   |
| 20  | Sankt Nikolaj Sogn    | 2.960     |                               |                   |
| 17  | Skårup Sogn           | 2.808     | Skårup Åbyskov                | 1.811 270         |
| 02  | Stenstrup Sogn        | 2.116     | Stenstrup                     | 1.803             |
| 15  | Sørup Sogn            | 3.838     |                               |                   |
| 24  | Thurø Sogn            | 3.658     | Thurø By                      | 3.348             |
| 16  | Tved Sogn             | 2.813     |                               |                   |
| 10  | Ulbølle Sogn          | 915       | Ulbølle                       | 562               |
| 18  | Vejstrup Sogn         | 584       | Vejstrup                      | 406               |
| 11  | Vester Skerninge Sogn | 1.340     | Vester Skerninge              | 1.083             |
| 21  | Vor Frue Sogn         | 8.359     |                               |                   |
| 13  | Øster Skerninge Sogn  | 938       |                               |                   |
|     |                       |           | Svendborg                     | 27.594            |

## Partnerstädte
Die Svendborg Kommune unterhält folgende Städtepartnerschaften:
- Deutschland: Stralsund
- Grönland: Aasiaat, beide ursprünglich Partnerstädte der „alten“ Svendborg Kommune
- Polen: Stężyca
- Slowakei: Dolný Kubín, beide ursprünglich Partnerstädte der Egebjerg Kommune

Früher bestehende Städtepartnerschaften der „alten“ Svendborg Kommune mit
- Kuopio,
- Jönköping,
- Bodø,
- Braintree und
- Bozhou wurden im Vorfeld der Fusion der Kommunen beendet.